# Тони Джоунс
Тони Доунс (на английски: Tony Jones) е английски професионален играч на снукър. Роден е в Честърфилд на 15 април 1960 г.
Най-голямото му професионално постижение е победата в Откритото първенство на Европа през 1991 г. Това остава единствената му победа в турнир за световната ранглиста. Победата му в състезанието се превръща в може би най-голямата изненада на сезона, след като той побеждава Марк Ален с 9 на 7 фрейма. В началото на този сезон той е класиран на 35 място, но след доброто си представян на Откритото първенство на Европа той застава на 15 място в ранглистата за следващия сезон. Поради по-слабото си представяне през следващия сезон, той изпада от топ 16.